# Lightdentity/Re:myend!
「Lightdentity／Re:myend!」（ライデンティティ／リマインド!）は、ねごとの楽曲。同グループ3枚目のシングルとして2012年8月8日にKi/oon Recordsから発売された。

## 解説
- ねごとのシングルにおいて初となる両A面シングル。
- また、「Lightdentity」では、これまでの作品において主に作詞を担当していた蒼山ではなく、ねごと全員により作詞が行われている。
- 「Lightdentity」は「light」と「identity」の複合語である。それに対し「Re:myend!」はメールの返信などに用いられる「Re:」と「私のおわり」といった意味を持つ「my end」を組み合わせて、「思い出す」という意味をもつ「リマインド(remind)」と読ませたものである。
- 初回仕様特典として、カラートレイ仕様にメンバーオリジナルデザインのメッセージプリントを封入(全4種中1種)。このほかに購入した店舗に応じてラバーバンドが付けられた。この他、初回生産限定盤にはねごと自身初の映像作品である2012年5月12日にSHIBUYA-AXでのライブ映像を収めたDVDがついている。

## 収録曲
1. Lightdentity
  - リクルート「ナースフル」TVCMソング
2. Re:myend!
  - 映画「放課後ミッドナイターズ」主題歌
3. 彷徨

作詞：ねごと (Lightdentity)、蒼山幸子（Re:myend!、彷徨）　
作曲：沙田瑞紀・蒼山幸子 (All songs)

## 収録アルバム
| 曲名         | 収録アルバム | 発売日       | 備考                  |
| ------------ | ------------ | ------------ | --------------------- |
| Lightdentity | 『5』        | 2012年2月6日 | 2ndオリジナルアルバム |
| Re:myend!    | 『5』        | 2012年2月6日 | 2ndオリジナルアルバム |